# Ady Endre emlékezete Erdélyben

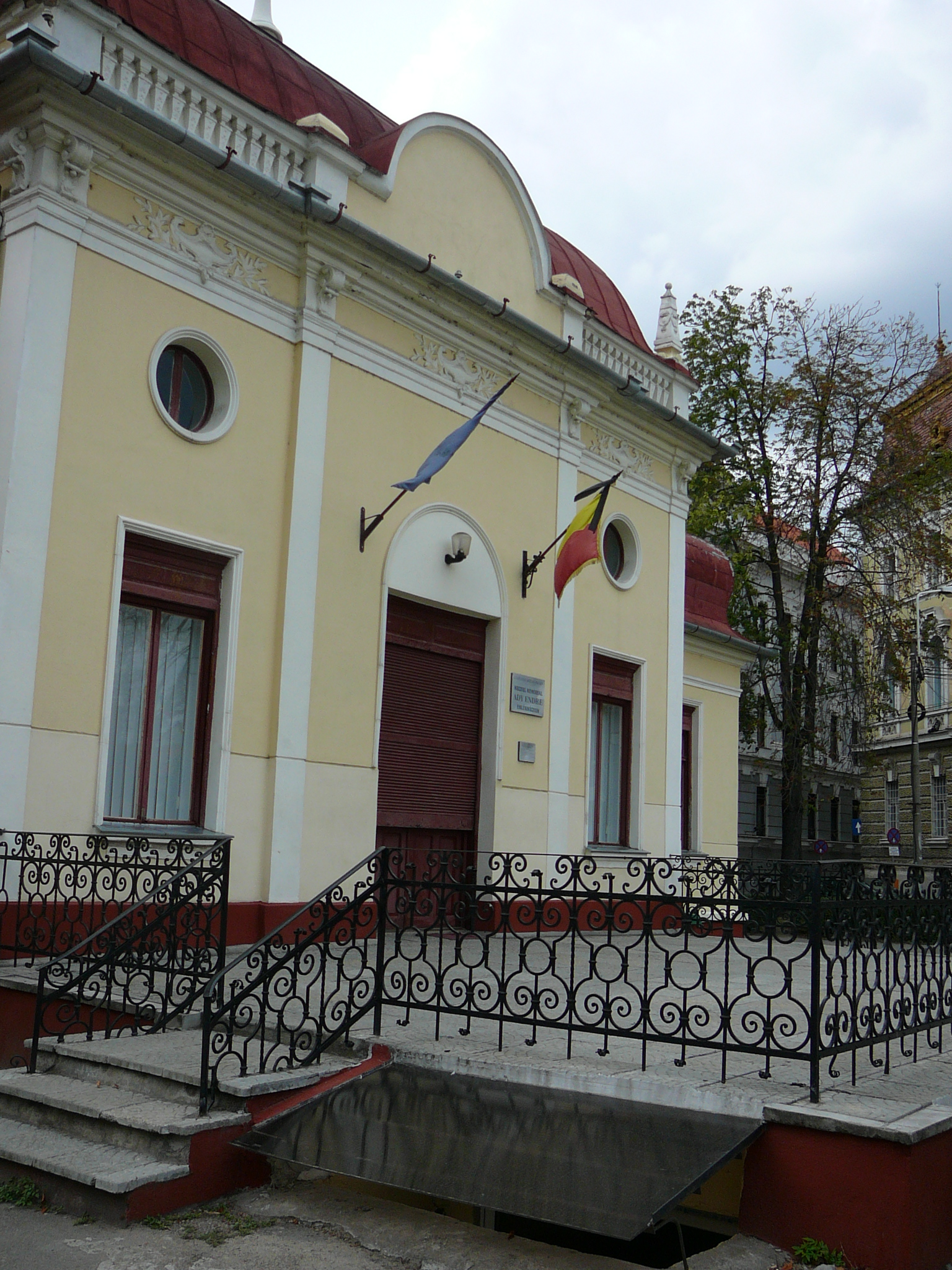
Emlékmúzem Nagyváradon

Ady Endre emlékezete Erdélyben (1918–1980)
Ady Endre (1877–1919) emlékének ápolása vitafelek harcában született. Fő formái: Ady irodalmi hagyatékának népszerűsítése és újra kiadása, eszmei, politikai és művészi hitvallásának, nyelvi hagyományának tudatos vállalása, Ady-filológia. Előzményei Erdélyben már a költő életében fellelhetők; célja Ady költői rangjának elismertetése, amiért Áprily Lajosnak éppen úgy meg kell küzdenie a nagyenyedi kollégiumban, mint Molter Károlynak Marosvásárhelyen. Nemcsak egy új ízlés feltörése ez; Ady forradalmisága, magyarsága, költészetének etikai tartása fordítja szembe az újabb írónemzedékeket a konzervativizmussal.
Szentimrei Jenő 1918-ban elindított Új Erdély c. kolozsvári folyóiratának 1. számában vezércikk gyanánt szerepelt Ady eredetileg 1905-ben, majd 1911-ben újra megjelent Ismeretlen Corvin-kódex margójára c. tanulmánya, jelezve, hogy egy haladónak induló regionális irodalmi tömörülés Ady szellemében vállalja a sorsproblémák radikális megoldását. Másik oldalról a különben konzervatív szemléletű Jékey Aladár is hódolt a költő emlékének Ady c. versciklusában (1914-es keltezéssel, 1919), s Reményik Sándor „A megbékélt Ady Endrének” dedikálja Köt a rög c. versét 1919 februárjában. Az 1920-as évek elején kibontakozó transzilván gondolat már mint példára és igazolásra hivatkozik a költő "erdélyiségére"; Áprily Lajos 1921-ben megjelent első kötetében verset szentel „a halott Ady emlékének”, amelyben elítéli, hogy „...birtokáért bőszült torna folyt” (Patroklos alszik). Szentimrei Jenő 1924-ben ódával áldoz Ady emlékének.
Ady költészetéért lelkesedni sokáig szentségtörésnek számított, de a felekezeti iskolák levegőjébe 1918 őszén Ady igéivel „süvöltött be az új idők szele”, mint Kacsó Sándor írja első Ady-vitáiról (Cirill páter mint élő tilalomfa, az Írók, írások c. kötetben, 1964). Az Adyért folyó küzdelem egy egész nemzedék ügye lett, költészete harci lobogónak számított a konzervativizmussal szembefordulók számára; a költőben a modern emberség prófétáját látták.
Az 1920-as évek gyűrűző Ady-vitái inkább eszmei, politikai jellegűek, mint esztétikaiak: Ady költői tehetségét már ellenfelei sem tagadhatják, amint kénytelen elismerni az őt támadó Berzeviczy Albert, a Magyar Tudományos Akadémia elnöke is a Pásztortűzben közölt nyilatkozatában (1927). E viták tüzében született Makkai Sándor Adyt védelmező könyve (Magyar fa sorsa, Kolozsvár, 1927), amely megvédi a költőt az „erkölcstelenség”, a „hazafiatlanság”, a „destruktivizmus” konzervatív részről hangoztatott vádjai ellenében, s mintegy hivatalos menlevelet ad neki a konzervatív szellemiség uralta akkori erdélyi felekezeti iskolákban.
Az akkor már erdélyi református püspökké választott Makkai könyve új állásfoglalásra késztette a közvéleményt az Ady-kérdésben. A leghevesebben Szász Károly kelt ki ellene egy Adyt becsmérlő, Makkait súlyosan elmarasztaló füzetecskében ("A magyar fa sorsa". Makkai püspök Ady-könyvének bírálata, Budapest, 1927). Az erdélyi sajtóban már a megjelenés évében Szentimrei Jenő (Újság), Áprily Lajos (Pásztortűz), Reményik Sándor (Ellenzék) írt Makkai könyvéről elismerően, ugyanakkor a Nyugatban Móricz Zsigmond, Kuncz Aladár és Schöpflin Aladár méltatta. Ez az irodalmi visszhang, valamint Benedek Eleknek a "püspökfi" Szász Károllyal szembeszálló vitairata, A püspök meg a püspökfi, avagy A magyar fa sorsa (Brassó 1927) Makkai mellé állította a közvéleményt. A Korunkban Földessy Gyula még 1926-ban Ady harcai címmel írt tanulmányt, utóbb Gaál Gábor szólt hozzá a vitához (1928), majd Komlós Aladár (1929). A Korunk-cikkek az Ady-filológia hűségét és az Ady-mű társadalmi-politikai értelmezését sürgették.
Az Erdélyi Helikonban Kós Károly Ady Endre és Kalotaszeg kapcsolatairól írt (1928), majd Németh Andor (1929, 1930), a Pásztortűzben pedig Kovács László (1930) foglalt állást, részben a Kosztolányi Dezső indította „Ady-revízió” ellen is. Az Ady Endre ellen kifogásokat támasztó Kosztolányi-cikk (Az írástudatlanok árulása, A Toll, Budapest, 1929. július 14.) Erdélyben általános visszatetszést keltett. Ellene foglalt állást Kádár Imre, a konzervatívnak tekintett Reményik Sándor egy sajtónyilatkozatában arról tett vallomást, hogy ellenszenve Adyval szemben hogyan változott át a leghatározottabb elismeréssé és megbecsüléssé, s Ady mellett lépett fel nyilatkozatban is, Kosztolányihoz címzett levelében is Kuncz Aladár.
Az 1930-as években Bölöni Györgynek a Korunkban megjelent közleményei (1931, 1934, 1935), különösen pedig Az igazi Ady fogadtatása árnyalták tovább az erdélyi Ady-szemléletet: a szelídítő és egyeztető, meghamisított Ady-kép helyébe a forradalmi Ady került. Jól tükrözi az Ady-kép elmélyedését a Brassói Lapok 1939. január 29-i száma, amelyben Bálint György, Molter Károly, Szentimrei Jenő, Tabéry Géza írásai már a köztudatba átment modern poétaságot hirdetik.
Ady költészetéről, örökségének a mához szóló értékeiről a költő halálának 50. évfordulóján alakult ki ismét polémia. Székely János az Utunk, Szilágyi Domokos az Előre 1969-es évfolyamában fejtette ki azt a felfogását, hogy Ady immár csak irodalomtörténeti nagyság, nem tartozik a modern irodalom eleven hagyományaihoz, s életművének esztétikai értékeit is részben kikezdte az idő. Válaszul Jancsó Elemér Ifjú szívekben és mindig tovább c. alatt cáfolta "az elavulás tételét" (Utunk, 1969/8. Újraközölve Irodalomtörténet és időszerűség, 1972. 552-561.). Ugyanekkor az Igaz Szó, Utunk, Előre, NyIrK, Korunk és más lapok hasábjain irodalomtörténeti tanulmányok foglalkoztak Adynak a romániai magyar irodalomra gyakorolt hatásával, a költő világirodalmi modernségével, s a fiatal költőnemzedék is szenvedélyes nyilatkozatokkal bizonyította az Ady-örökség máig élő, költői magatartást és formanyelvet egyaránt sugalmazó szerepét.
Ady Endre emléke intézményesítésének gondolata korán felmerült: ismételten kísérlet történt egy Ady Endre Társaság alapítására, amely a költő szellemében szolgálta a demokrácia eszméinek elkötelezett irodalom és a néptestvériség ügyét. A két nagyváradi folyóirat, a Magyar Szó és a Tavasz már 1919-20-tól szorgalmazta az Ady-relikviák gyűjtését. A korai nagyváradi kezdeményezések közé tartozott egy Ady-szoboralap létesítése, valamint az a terv, hogy Ady Lajost, a költő öccsét kérjék fel egy Romániában kiadandó Ady Összes Művei sajtó alá rendezésére. A szerzői jog körül támadt nehézségek miatt azonban csak 1927-ben adhat ki Fehér Dezső Nagyváradon egy kötetet az 1900 és 1903 között Nagyváradon megjelent Ady-publicisztikából (Ha hív az acélhegyű ördög...), de ennek A Vér Városa címen beígért folytatása nem látott már napvilágot.
1919 óta Ady Endre emlékezetének sajátos színe, hogy érmindszenti születése, nagykárolyi és zilahi diákoskodása, temesvári tartózkodása, nagyváradi újságíróskodása, csucsai négy éve okán a költőt úgyszólván "földijé"-vé fogadta a romániai magyar irodalom. A két világháború között Ady Endre emlékezetének tömeghatású jelentkezései voltak a sorozatos Ady-ünnepélyek. Elévülhetetlen érdemeket szerzett Ady költészetének hazai terjesztésében Tessitori Nóra és Zala Béla előadóművész, valamint Szentimreiné Ferenczy Zsizsi dalénekesnő, Csinszka leánykori barátnője.
Kezdettől fogva Ady költészete mellett foglalt állást a munkásság és a demokratikus gondolkodású értelmiség. A munkássajtó rendszeresen közölte Ady forradalmi verseit, a munkásgyűléseken Ady-verseket szavaltak. A kolozsvári szakszervezetek szabadiskolájában 1923 januárjában Kaczér Illés tartott előadást a költő magyar irodalmi jelentőségéről. Az 1920-as évek legnagyobb szabású Ady-ünnepségét 1924. július 20-21-én rendezték Zilahon és Érmindszenten a költő szüleinek aranylakodalma alkalmával. Kezdeményező a zilahi Nagy Sándor, Ady tanára és barátja, költészetének rajongója. A kormányt Ion Minulescu, Nagyváradot Tabéry Géza, az erdélyi magyar színészetet Janovics Jenő, az újságírókat Kőmíves Nagy Lajos, a Nyugatot Kuncz Aladár képviselte; Zilahon Szombati-Szabó István mondott beszédet, Benedek Elek és Octavian Goga pedig az egybegyűltekhez intézett levelükben tettek hitet Ady költészetének időszerűsége mellett.
Ady halálának 9. évfordulóján, 1928 januárjában, minden jelentős városban tartottak emlékestet a szakszervezetek: Kolozsvárt Papp József az előadó s a nyomdászénekkar Ady-kórusművekkel lép fel, Brassóban Czinczár Miklós a szónok, Nagyváradon a munkásszínjátszók Ady a műhelyben c. egyfelvonásosát mutatták be, s Fehér Dezső ismertette e "rövid színkép" keletkezésének történetét. Feltűnést keltett az 1929-es temesvári emlékünnepély, ahol a műsor gerincét Ady forradalmi versei alkották. 1933 lázas februári napjaiban a radikális Falvak Népe „A forradalmár Ady” fejléccel közölt Ady-verseket. 1939-ben a kitöréssel fenyegető II. világháború adott politikai hangsúlyt az emlékezésnek: a húsz éve halott költőt a brassói munkások Petőfivel és Eminescuval együtt ünnepelték, Jancsó Elemér pedig mementóként idézte nevét az EME Gyergyószentmiklóson tartott vándorgyűlésén.
Ady romániai utóéletének értékes dokumentuma Rozsnyai Kálmán gyűjteménye, az Ady koszorúja (Szeghalom, 1925), mely 17 verset tartalmaz (Áprily Lajos, Bárd Oszkár, Bartalis János, Reményik Sándor, Szentimrei Jenő és mások költeményeit), továbbá az Arcok és harcok Ady körül c. kötet, amely 1928 elején Gaál Gábor jóvoltából kolozsvári impresszummal és címlappal került forgalomba, és nem más, mint a Huszadik Század kiadatlanul maradt Ady Endre-emlékszáma. Jelentős szerepet játszott a költő emléke az ifjúsági mozgalmakban is; az ő nevét írta zászlajára a későbbi kiváló grafikusművész, Buday György szerkesztésében Kolozsvárt megjelenő kőnyomatos diáklap, a Haladjunk! (1922), s a főiskolás ifjúság folyóirata, az Erdélyi Fiatalok (1930).

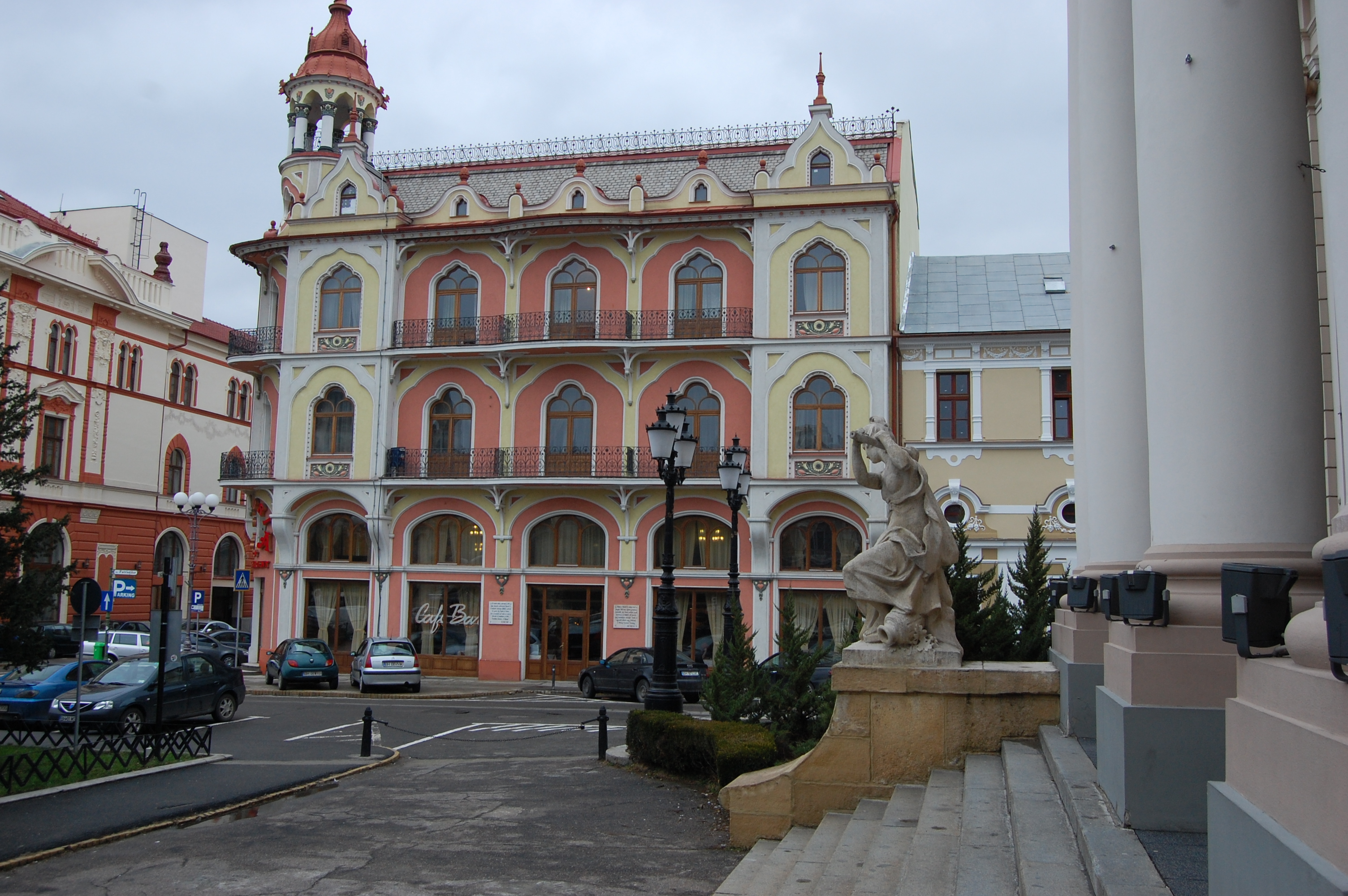
Az EMKE kávéház Nagyváradon román és magyar nyelvű Ady-emléktáblával

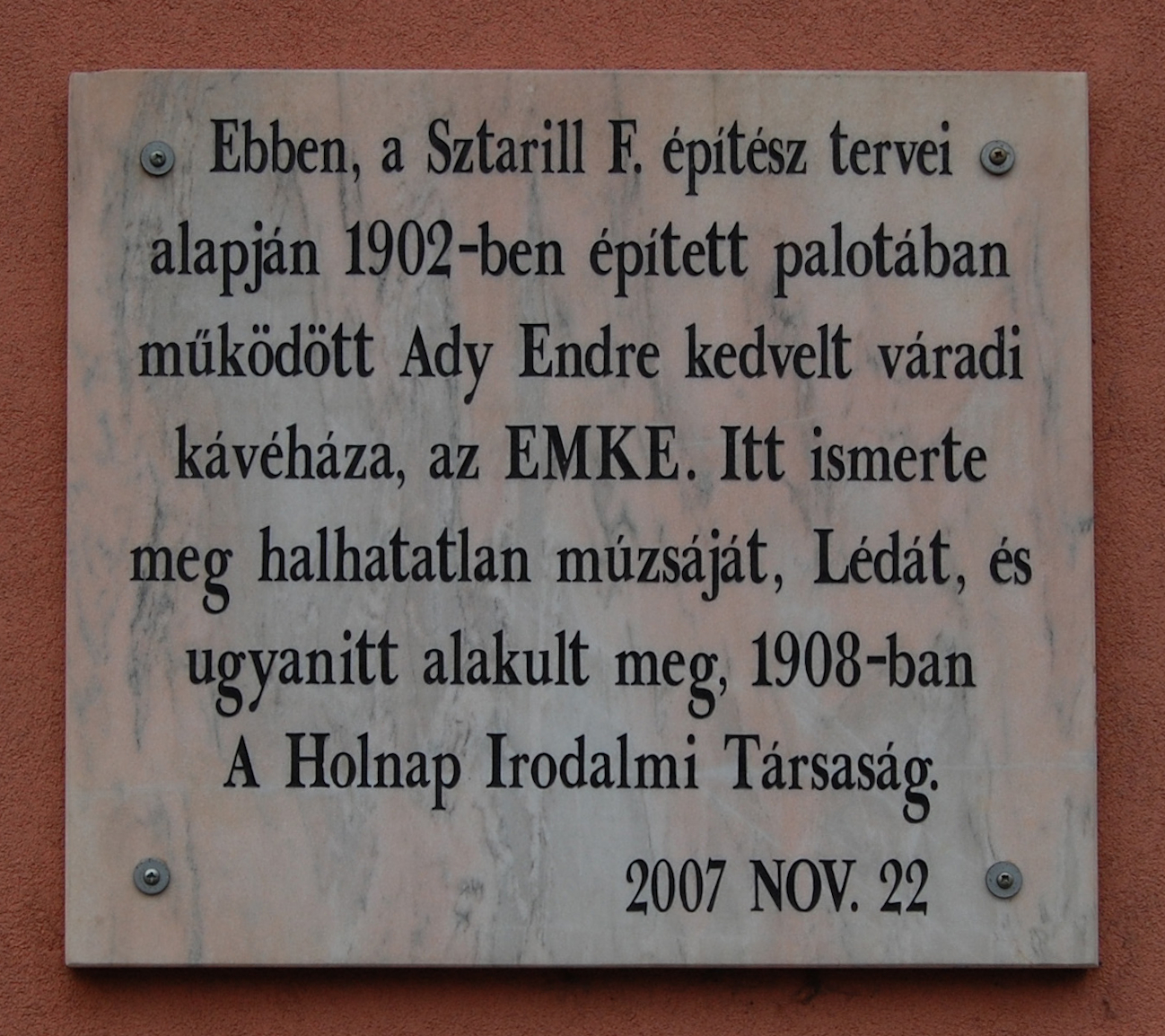
Az emléktábla szövege

1945 után Romániában új lendületet kapott Ady Endre emlékezete. A tanügyi reform nyomán hely jutott Ady életművének a magyar irodalom oktatásában; utcákat, intézményeket neveztek el róla; 1952-ben, születésének 75. évfordulóján az írószövetség bukaresti székházában ünnepi díszülést tartottak; 1953. április 11-én a Nagy Nemzetgyűlés elnöksége a zilahi kollégiumnak az Ady Endre Líceum nevet adományozza; 1955-ben Nagyváradon Tabéry Géza megszervezte az Ady Endre Emlékmúzeumot; 1957. március 13-án a Nagy Nemzetgyűlés elnöksége az érmindszentiek kérésére a falu nevét Adyfalvára változtatta, szeptember 27-én pedig minisztertanácsi határozat rendelte el a költő születése 80. évfordulójának megünneplését. Hasonló országos ünnepségekre került sor 1969-ben, halálának félszázados fordulóján is. A nagyváradi Ady-ünnepség szónoka Mihai Beniuc és Méliusz József, a Magyar Írószövetség küldötteként Nagy Péter tartott előadást.
A II. világháború után számos Ady-kötettel jelentkezett a romániai magyar könyvkiadás. Ady versei három ízben (1960, 1962, 1969) jelentek meg Szemlér Ferenc gondozásában az Irodalmi Könyvkiadónál, utóbb két kötetben a Kriterion Magyar Klasszikusok sorozatában (1979). Középiskolai használatra a Tanulók Könyvtárában előbb Jánky Béla összeállításában (Versek, 1966), majd Szilágyi Júlia bevezetésével (Mag hó alatt, 1972) jelent meg Ady-versgyűjtemény, 1977-ben pedig a Ion Creangă Könyvkiadó adott ki egy kötetet Balzsam tündér postája c. alatt, Horváth Imre bevezetőjével s Deák Ferenc rajzaival.
Ady kiadatlan novelláiból már 1952-ben mutatott be egy kötetnyit a Haladó Hagyományok-sorozat Bustya Endre gondozásában (Földrengés előtt); 1957-ben ugyanő bocsátotta közre Novellák címmel két kötetben a költő novelláinak mintegy kétharmadát. A kiadvány s a függelékként közölt Ady Endre összes novelláinak bibliográfiája számos addig ismeretlenül lappangó Ady-novellát tartalmaz. Válogatott novelláit foglalta a Kincses Könyvtár egyik kötetébe Szőcs István (Megy az üzenet, 1962), a Tanulók Könyvtára pedig Bustya Endre válogatását hozta (Vörös felhők alatt, 1972). Adyt, a közírót két reprezentatív kötet mutatta be a hazai közönségnek: a Vallomás a patriotizmusról (1957) Tordai Zádor válogatásában, és a Poéta és publikum (1967, gondozta Balogh Edgár).
Nem lebecsülendő a romániai magyar Ady-filológia és Ady-értékelések fejlődése sem. Az irodalomtörténet-írásban Bustya Endre kutatási eredményein kívül Popp Aurél, Szentimrei Jenő, Tabéry Géza, Franyó Zoltán életrajzi vonatkozású emlékezései, Lám Béla, Zsögön Zoltán és György Dénes szépirodalmi formában írott memoárjai az Ady-kérdés nélkülözhetetlen forrásmunkái közé számítanak. A Nagybánya Tartomány Néptanácsának kiadásában 1957-ben megjelent Ady Endre születésének 80. évfordulójára, 1877–1957 c. kiadvány s annak román fordítása, valamint az Igaz Szó 1957. novemberi és 1969. januári Ady-emlékszámai a hazai Ady-filológia összes erőit mozgósították.
Fél évszázadon át Ady költészete volt a magyar irodalom egyik fő közvetítője a románság felé. Réthy Andor bibliográfiája több mint 250 Ady-vers mintegy 300 fordításáról tud, önálló Ady-kötetek 1930 óta láttak románul napvilágot. A két világháború között az Ady Endre emlékét szívesen fogadó Octavian Goga és Emil Isac mellett [[Corneliu Codarcea], [Iustin Ilieșiu]] és a Sânge și aur (Nv. 1930) Ady-kötet fordítója, George A. Petre tette a legtöbbet népszerűsítéséért; az 1945 utáni gazdag anyagban Eugen Jebeleanu műfordításai kiemelkedő értékűek.
A költő születésének 70. évfordulójára 1948-ban a Közoktatásügyi Minisztérium és a Román-Magyar Társaság gondozásában megjelent az Ady Endre Antologie c. kiadvány. Kolozsvárt G. Georgescu és V. Herman tolmácsolásában Scăpărătorul jocului (1948) és G. Georgescu tolmácsolásában Spre mîine (1970) címmel adtak ki románul önálló Ady-versköteteket, Bukarestben pedig a Paul Drumaru fordította Poeme (1972) c. verskötet művészi kiválóságáért írószövetségi jutalomdíjban részesült. Ady novelláiból Constantin Olariu állított össze egy román gyűjteményt, ez Baronul și cumanii c. alatt az 1977-es Ady-centenárium alkalmából kibővítve újra megjelent.
A hazai német irodalom vonatkozásában jó szolgálatot tett az Ady-kultusz ügyének Franyó Zoltán, fordításait a Blut und Gold (Balogh Edgár bevezetőjével, 1962) c. kötet foglalta össze.
Ady emlékezete a hazai képzőművészetet is foglalkoztatta. Az 1919-es nagyváradi szoborterv kudarca után az első eredmény a családi ház falán 1924 nyarán Érmindszenten elhelyezett, Kós Károly tervezte emléktábla. Egy 1929-ben alakult aradi bizottság Szobrot Adynak! címmel bocsátott ki felhívást. Az 1930-as évek elején Szini Sebők Zoltán nagyváradi szobrász tervez a csucsai sziklafalra monumentális Ady-szobrot, de anyagiak híján csak az érmindszenti szülőház előtt állították fel 1935-ben, jóval kisebb méretben. A II. világháború után a csucsai „kisház” falára került emléktábla, majd Vetró Artúr Ady-szobrát állították fel Nagyváradon az Ady-múzeum előtt, s emléktáblát illesztettek a volt EMKE kávéház falába. Balaskó Nándor Zilah számára mintázza meg a költőt, Gallas Nándor finomművű plakettja pedig a költő egykori temesvári lakását jelöli a mai Ion Ghica utca 12. szám alatt. A belső térre komponált szobrok közül Szervátiusz Tibor Ady-fejei a modern formák robusztus egyszerűségével fejezik ki a költő egyéniségét.
Hazai zeneszerzőink közül Ady-verseket zenésített meg Bihari Sándor, Chilf Miklós, Csíky Boldizsár, Delly-Szabó Géza, Eisikovits Mihály Miksa, Jodál Gábor, Molnár Károly, Terényi Ede, Vermesy Péter, Winkler Albert és Zoltán Aladár.
Ady Endre emlékezetének új fellobbanására adott alkalmat 1977 őszén az Ady-centenárium. Országszerte megemlékezésekre került sor. Az Adyfalván lezajlott ünnepségen Románia és Magyarország írói közösen vettek részt. A NyIrK 1977/1-es Ady-számában Láng Gusztáv egy Ady-vers eszme- és formaszerkezetét vizsgálta (A meddőség mítosza), Szabó Zoltán Ady stílusának szecessziós sajátosságait elemezte, Köllő Károly Ady fogadtatásának kolozsvári sajtóvisszhangjáról számolt be. A Korunk emlékszáma "Ady hazai fogadtatása és utóélete" c. feldolgozásban, az Igaz Szó "Az én Adym – a mi Adynk" fejléc alatt áldozott a költő emlékének, az Utunk ebből az alkalomból közreadta Ady "Káptalan-per"-ének ügyiratait Bustya Endre és Tóth János gondozásában.
A lapok ünnepi számaiban 12 költő (Bölöni Domokos, Eszteró István, Fényi István, Romulus Guga, Horváth Imre, Király László, Lászlóffy Aladár, Markó Béla, Palocsay Zsigmond, Szemlér Ferenc, Szőcs Géza, Vári Attila) verssel tisztelgett. A Kolozsvári Állami Magyar Színház Láng Gusztáv összekötő szövegeivel és összeállításában nyújtott Ady-műsort, Szatmárról Boér Ferenc indult Ady-versek előadásával, Nagyváradról Varga Vilmos (utóbbi lemezre került). A képzőművészek Ady-kompozíciókkal vonultak fel (Buday György és Gy. Szabó Béla fametszeteit a Korunk, Tőrös Gábor plakettjét A Hét közölte), a Korunk Galéria Ady-portrékból rendezett kiállítást.